# Geoffrey Rippon
Geoffrey Frederick Rippon, Baron Rippon of Hexham (n. 28 mai 1924 - d. 28 ianuarie 1997) a fost un om politic britanic, membru al Parlamentului European în perioada 1973-1979 din partea Regatului Unit. 
1. 1 2  Aubrey Geoffrey Frederick Rippon, Baron Rippon of Hexham, The Peerage, accesat în 9 octombrie 2017
2. 1 2  Geoffrey Lord Rippon, Munzinger Personen, accesat în 9 octombrie 2017
3. 1 2 3 4  The Peerage
4. 1 2 3 4 5 6 7 8  Hansard 1803–2005
5. ↑   http://www.assembly.coe.int/nw/xml/AssemblyList/MP-Details-EN.asp?MemberID=1357 Lipsește sau este vid: |title= (ajutor)